# Calendario
Il calendario è un sistema adottato dall'uomo per suddividere, calcolare e identificare precisi periodi di tempo. Questi periodi, suddivisi generalmente in giorni, costituiscono le date del calendario.

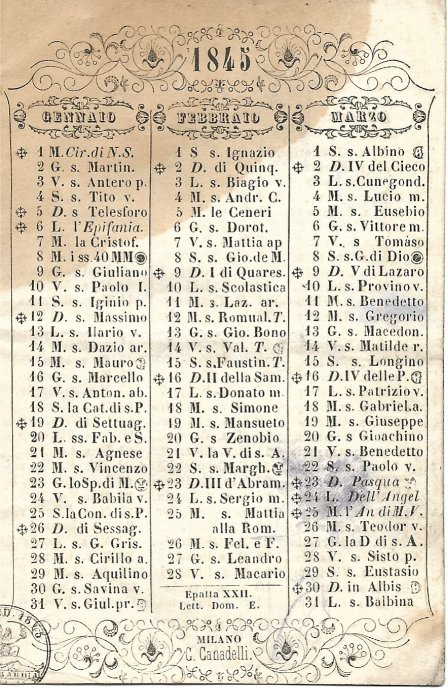
Calendario del 1845 con i mesi da gennaio a marzo.

Il termine calendario identifica inoltre lo strumento materiale utilizzato per illustrare tale sistema di calcolo cronologico (ad esempio, un calendario a muro o da scrivania).
Più in generale, il termine calendario è anche usato per denotare una lista di eventi stabiliti o pianificati in maniera dettagliata.

## Struttura
Quasi tutti i calendari si basano su alcune unità di tempo fondamentali:
- la settimana, di sette giorni;
- il mese, di circa quattro settimane;
- l'anno, in genere di dodici mesi.

Ciascuna nazione adotta un proprio calendario ufficiale per definire le festività e identificare le date in modo univoco; quasi tutti i paesi del mondo, nonché le organizzazioni sovranazionali come l'ONU adottano il calendario gregoriano; molti paesi affiancano a questo altri calendari:
- alcuni paesi musulmani adottano il calendario islamico;
- la Cina e la maggior parte dei paesi orientali adottano anche il calendario cinese;
- l'India adotta anche il calendario nazionale indiano;
- la Thailandia adotta anche il calendario buddhista;
- in Iran e Afghanistan è correntemente utilizzato il calendario persiano;
- Israele adotta il calendario ebraico.

Diversi altri calendari sono stati usati, ufficialmente o no, in passato. Alcuni di essi rimangono in uso soprattutto per motivi religiosi o liturgici; ad esempio le Chiese ortodosse utilizzano il calendario giuliano.

## Astronomia

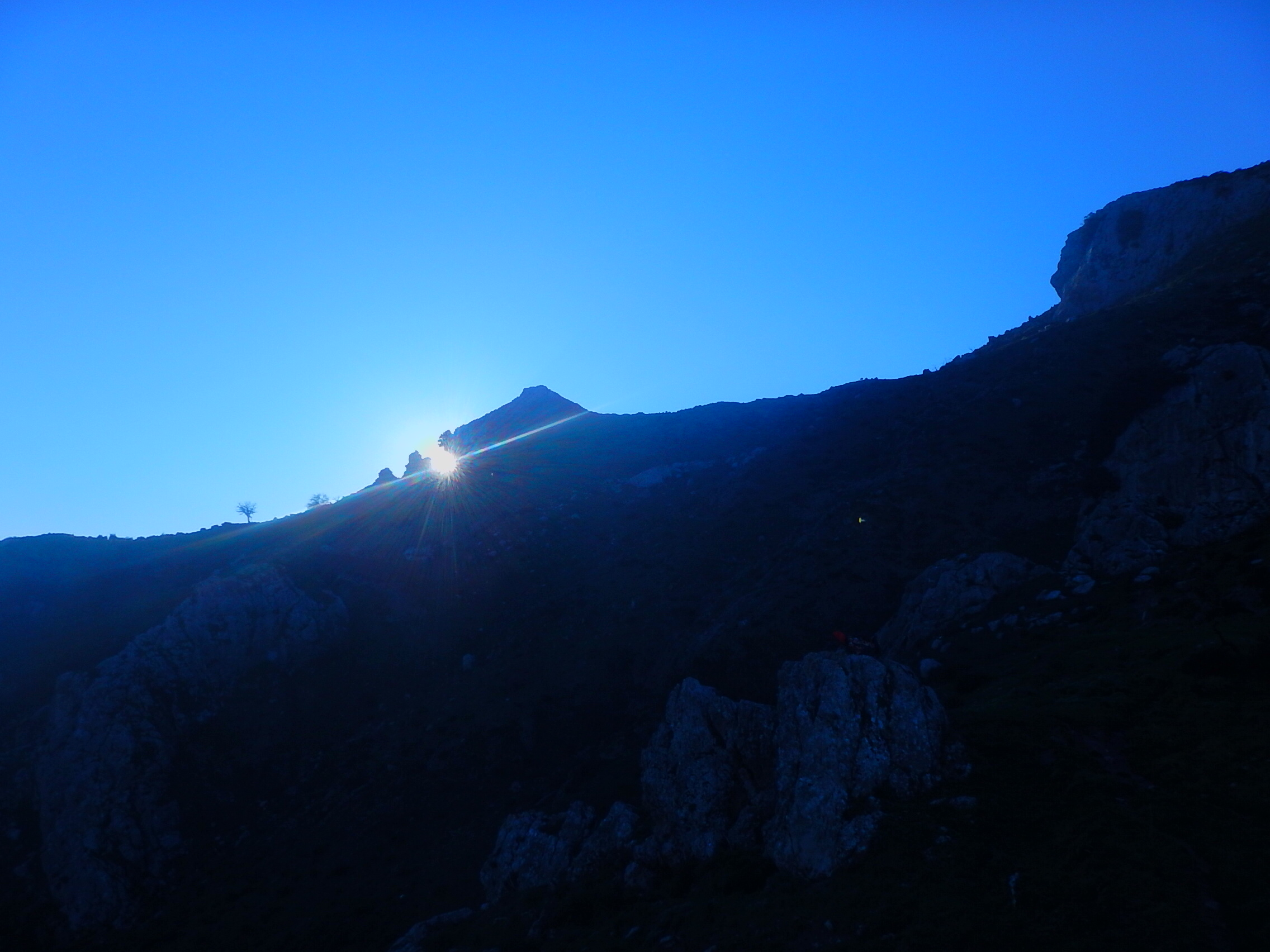
Equinozio visto dal calendario astronomico di Pizzo Vento a Fondachelli Fantina, Sicilia

Le unità di tempo fondamentali su cui si basano i calendari sono ricavate dall'osservazione del Sole e della Luna:
- la settimana corrisponde alla durata di una singola fase lunare (7,01 giorni) tra le quattro principali;
- il mese corrisponde alla durata di un ciclo completo di fasi (28,07 giorni), cioè a quattro settimane;
- l'anno corrisponde alla durata di un ciclo di stagioni, cioè a un periodo di rivoluzione della Terra intorno al Sole (non esattamente a causa della precessione degli equinozi).

Poiché però un anno solare non corrisponde a un numero intero di mesi lunari (13 mesi, il rapporto è di circa 12,3683), i calendari seguono in genere o l'uno o l'altro dei due cicli. Essi si distinguono quindi in:
- calendari solari: sono basati sulla durata dell'anno solare, o anno tropico, di circa 365 giorni. In questi calendari le stagioni cominciano sempre nelle stesse date (queste date tuttavia possono spostarsi molto lentamente, nel volgere dei secoli), ma i mesi non seguono esattamente il ciclo delle fasi lunari. Esempi di calendari solari sono il calendario gregoriano e il calendario giuliano.
- calendari lunari: sono basati sulla durata del mese lunare, di circa 29 giorni e mezzo. In questi calendari il mese comincia sempre con la Luna nuova, ma la data d'inizio delle stagioni si sposta in avanti da un anno all'altro (in media di circa 11 giorni). Un esempio è il calendario islamico.
- calendari lunisolari: sono sincronizzati sia con la durata dell'anno tropico, sia con quella del mese lunare. Per poter mantenere questa sincronia, occorre alternare anni di 12 e di 13 mesi (vedi Ciclo metonico). In questi calendari, la data d'inizio delle stagioni si sposta in avanti o indietro da un anno all'altro, ma si mantiene sempre vicina (entro 12-13 giorni) a una data fissa. Un esempio è il calendario ebraico o, in passato, il calendario celtico rivelato dalla lamina bronzea di Coligny.

Riproduzione della Piedra del Sol, un calendario azteco del XV secolo

Anche la durata media di una fase lunare non è esattamente di sette giorni (precisamente è di circa 7,3826 giorni): per questo motivo le fasi non cominciano sempre lo stesso giorno della settimana.

### Intercalazione
I calendari basati su eventi astronomici necessitano periodicamente di intercalare nell'anno periodi di tempo extra per mantenere la sincronizzazione con l'evento astronomico di riferimento.
Alcuni tipi di intercalazione calendariale ben noti sono il giorno aggiuntivo introdotto negli anni bisestili, il tredicesimo mese intercalare introdotto periodicamente nei calendari lunisolari (come quelli ebraico e cinese), e il secondo intercalare aggiunto periodicamente al tempo segnato dagli orologi atomici.

## I calendari più diffusi
- Calendario attico
- Calendario babilonese
- Calendario balinese
- Calendario balinese Saka
- Calendario bengalese
- Calendario berbero
- Calendario buddhista
- Calendario celtico
- Calendario cinese
- Calendario copto
- Calendario C&T
- Calendario ebraico
- Calendario egizio
- Calendario etiopico
- Calendario giapponese
- Calendario giuliano
- Calendario gregoriano
- Calendario induista
- Calendario nazionale indiano
- Calendario islamico
- Calendario Juche
- Calendario maya
- Calendario olocenico
- Calendario persiano
- Calendario rivoluzionario francese
- Calendario rivoluzionario sovietico
- Calendario romano
- Calendario somalo
- Calendario tuareg

## Numerazione degli anni

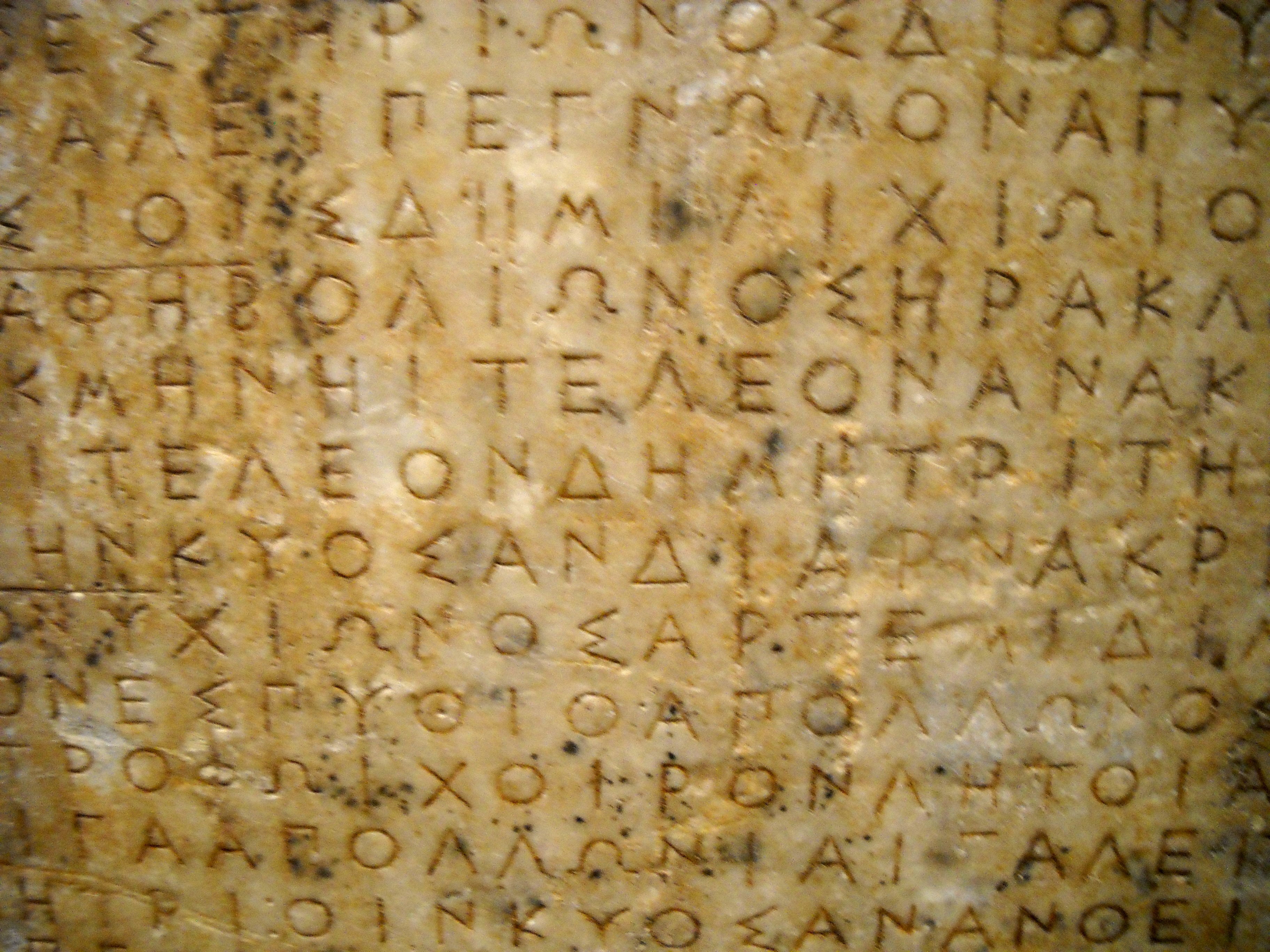
Calendario religioso greco (Torikòs (500-530 a.C.). Per ogni mese sono indicati i sacrifici comandati in onore di Dioniso.

Per distinguere i vari anni tra loro, si usa assegnare a ciascuno di essi un numero progressivo.
Nel calendario gregoriano e in quello giuliano la numerazione attualmente in uso inizia dalla data di nascita di Gesù calcolata nel VI secolo dal monaco Dionigi il Piccolo. Gli anni successivi a tale data sono denominati "dopo Cristo", in sigla d.C.; gli anni precedenti "avanti Cristo", in sigla a.C. Non esiste l'anno zero: l'1 d.C. segue immediatamente l'1 a.C. Gli astronomi usano tuttavia, per semplicità di calcolo, una numerazione che comprende lo zero (corrispondente all'1 a.C.) e in cui gli anni precedenti all'1 a.C. sono indicati da numeri negativi.
In tempi passati si sono usati sistemi di numerazione basati su altri eventi storici: i più diffusi sono stati quelli che facevano riferimento alla fondazione di Roma e all'inizio dell'impero di Diocleziano.
Altri calendari usano una numerazione loro propria: per esempio quello ebraico inizia dalla creazione del mondo (calcolata in base alla Bibbia), quello islamico dall'Egira.
Per evitare il riferimento alla religione cristiana, si sta diffondendo, soprattutto nei paesi anglosassoni, l'uso di sostituire le locuzioni "prima di Cristo" (a. C.) e "dopo Cristo" (d. C.) con le equivalenti: "ante era volgare" (a.e.v.) ed "era volgare" (e.v.).

## Primo giorno dell'anno

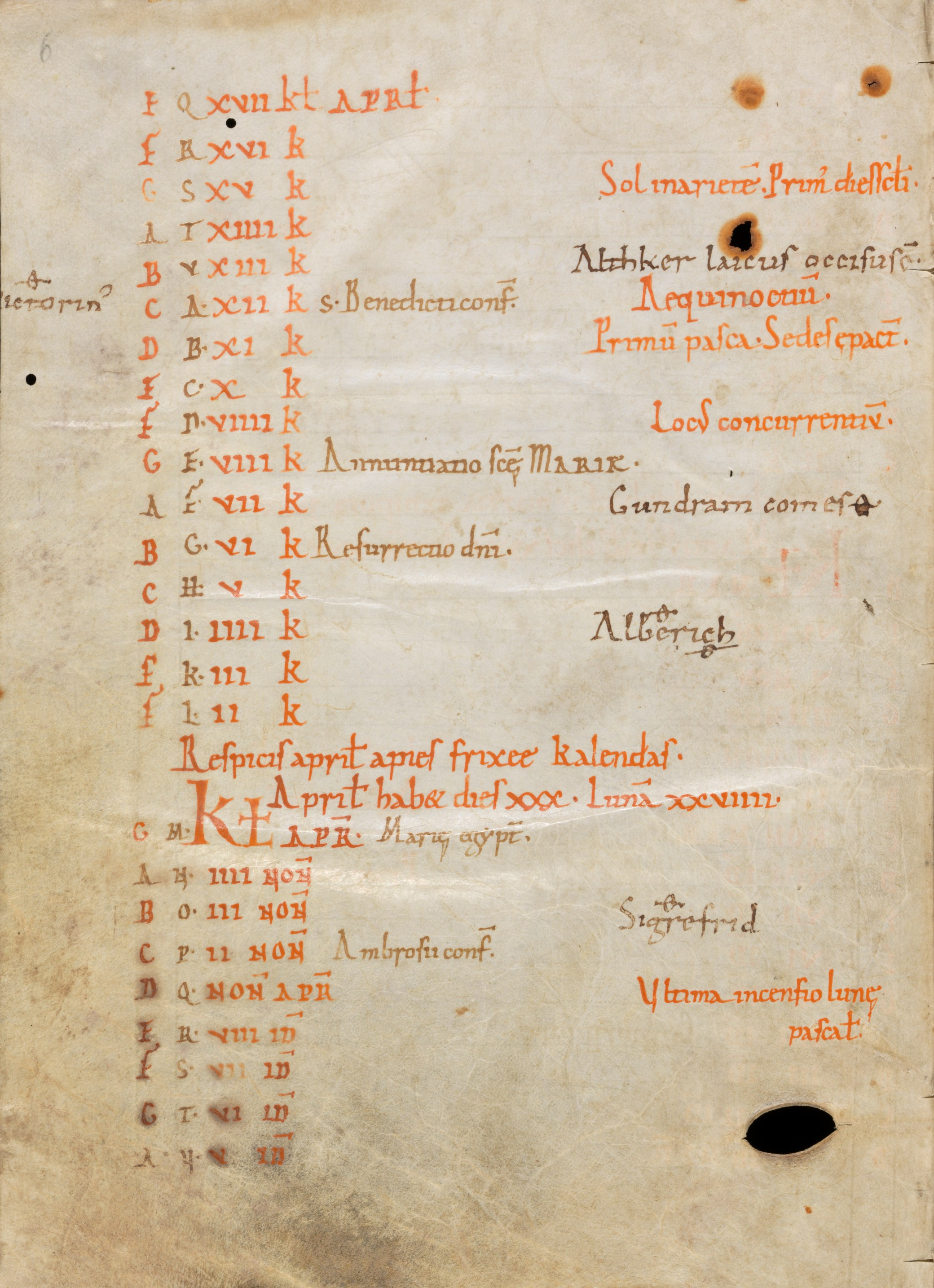
Calendario cistercense del X secolo

Durante il Medioevo, tutti gli stati e le città dell'Europa occidentale seguirono il calendario giuliano, ma si differenziarono riguardo al giorno d'inizio dell'anno: tra le differenti date adottate vi furono il 1º marzo, il 25 marzo, il giorno di Pasqua, il 1º settembre, il 25 dicembre . La numerazione degli anni variava di conseguenza, per cui lo stesso giorno poteva corrispondere in diversi paesi ad anni diversi.
In seguito, a partire dalla promulgazione del calendario gregoriano (1582), progressivamente si ritornò alla data del 1º gennaio, originariamente fissata da Gaio Giulio Cesare, e oggi adottata universalmente.